# مانويل كاستييانو كاسترو
مانويل كاستييانو كاسترو (بالإسبانية: Manuel Castellano Castro)‏ (مواليد 27 مارس 1989 - أسبي ، إسبانيا) لاعب كرة قدم إسباني ، يلعب حاليًا لنادي سبورتينغ خيخون الإسباني في مركزي الظهير الأيمن والظهير الأيسر.

## الألقاب والإنجازات

### إيبار
- دوري الدرجة الثانية الإسباني: 2013–2014

### إسبانيا تحت 20
- ألعاب البحر الأبيض المتوسط: 2009

## روابط خارجية
- مانويل كاستييانو كاسترو على موقع قاعدة بيانات كرة القدم.إي يو (الإنجليزية)
- مانويل كاستييانو كاسترو على موقع Soccerbase.com (لاعب) (الإنجليزية)
- مانويل كاستييانو كاسترو على موقع Soccerway.com (الإنجليزية)
- مانويل كاستييانو كاسترو على موقع عالم كرة القدم.نت (الإنجليزية)
- مانويل كاستييانو كاسترو على موقع AS.com (الإسبانية)